# 森昌文
森 昌文（もり まさふみ、1959年1月3日 - ）は、日本の建設・国土交通官僚。内閣総理大臣補佐官（国土強靱化及び復興等の社会資本整備並びに科学技術イノベーション政策その他特命事項担当）。国土交通事務次官、東日本高速道路代表取締役を歴任した。

## 経歴・人物

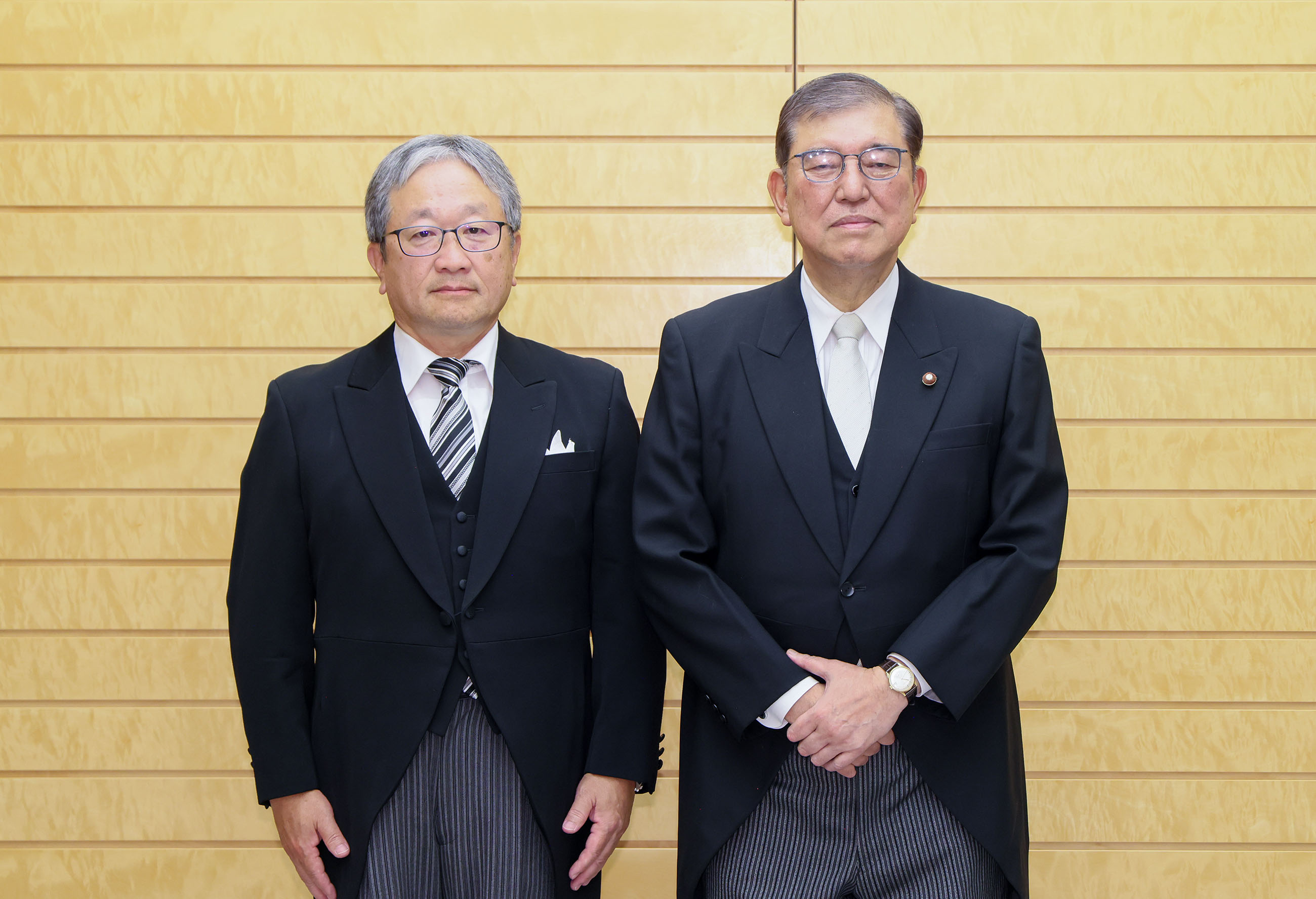
石破茂と（2024年）

奈良県出身。東大寺学園高等学校を卒業後、東京大学理科一類に合格。東京大学工学部土木工学科測量研究室にて中村英夫の指導の下で学ぶ。大学卒業後、1981年に建設省に入省。
建設省入省後は技官として主に道路・橋梁の道路畑のエキスパートとしてのキャリアを歩む。1998年にはアメリカ合衆国運輸省道路庁に出向、帰国後は建設省土木研究所ITS研究室長、国土交通省九州地方整備局福岡国道工事事務所長を務め、道路整備の指揮を執った。
2010年4月に国土交通省道路局高速道路課長、2013年に大臣官房技術審議官にそれぞれ就任、2014年に国土交通省近畿地方整備局長に就いた際には「京都・若狭・琵琶湖周回道路活用協議会」会長として『京都・若狭・琵琶湖周回ドライブキャンペーン』と題する京都府・滋賀県・福井県の周辺観光振興企画に携わったこともある。
また京都大学経営管理大学院客員教授として国土・地域ソーシャルキャピタル論の講義を担当したり、道路局企画課道路調整官在任中の2007年にタモリ倶楽部（テレビ朝日）「全国一般国道ランキング」に出演したこともある。
2015年に国土交通省道路局長、2016年に技監を歴任。
2018年7月31日付にて国土交通事務次官へ昇格した。
翌2019年7月に退任。
2019年11月東京大学客員教授、立命館大学客員教授。同年12月一般社団法人福井県情報システム工業会顧問。公益社団法人日本道路協会理事等も歴任
2020年6月25日 東日本高速道路株式会社 代表取締役兼専務執行役員に任命される。
2021年12月31日 同日限りで東日本高速道路株式会社 代表取締役兼専務執行役員を退任。
2022年1月1日 内閣総理大臣補佐官（国土強靱化及び復興等の社会資本整備並びに科学技術イノベーション政策その他特命事項担当）に任命される。同年7月 故安倍晋三国葬儀葬儀実行幹事会首席幹事。
2024年10月1日、石破内閣の発足に伴い、引き続き内閣総理大臣補佐官に再任される。

### 略歴
- 1977年3月 東大寺学園高等学校卒業
- 1977年4月 東京大学理科一類入学
- 1981年3月 東京大学工学部土木工学科卒業
- 1981年4月 建設省入省
- 1998年4月 アメリカ合衆国連邦運輸省道路庁
- 2000年5月 建設省土木研究所ITS研究室長
- 2001年8月 国土交通省九州地方整備局福岡国道工事事務所長
- 2008年7月 国土交通省道路局企画課道路経済調査室長
- 2010年4月 国土交通省道路局高速道路課長
- 2011年1月 国土交通省道路局企画課長
- 2013年8月 国土交通省大臣官房技術審議官
- 2014年7月 国土交通省近畿地方整備局長
- 2015年7月 国土交通省道路局長
- 2016年6月 国土交通省 技監
- 2018年7月 国土交通事務次官
- 2019年7月 国土交通事務次官を退任
- 2020年6月 東日本高速道路株式会社代表取締役兼専務執行役員
- 2022年1月 内閣総理大臣補佐官
- 2022年7月 故安倍晋三国葬儀葬儀実行幹事会首席幹事

## 不祥事
- 2022年8月20日、2007年に大仁田厚が主催する乱倫パーティーに参加していたことが報じられた[15]。

## 著書
- 『道路行政の最近の情勢』（2009年、道路経済研究所）